# اتحادیه عرب
اتحادیهٔ عرب (عربی: الجامعة العربية) یا لیگ عرب، یک سازمان بین‌المللی منطقه‌ای شامل کشورهای عمدتاً عربیِ جنوب غرب آسیا و شمال آفریقا است (۲۲ کشور عربی زبان شامل ۱۰ کشور آفریقایی و ۱۲ کشور آسیایی) که هدفش نزدیک کردن هرچه بیشتر قوم عرب به یکدیگر است. این اتحادیه در ۲۲ مارس ۱۹۴۵ با ۶ عضو مؤسس مصر، عربستان، عراق، سوریه، لبنان و فرااردن (که در ۱۹۴۶ به اردن تغییر نام داد) بنیان نهاده شد و یمن نیز چند روز بعد در ۵ مه ۱۹۴۵ به آن پیوست. این اتحادیه ۲۲ عضو اصلی و ۵ عضو ناظر دارد. عضویت سوریه از ۱۶ نوامبر ۲۰۱۱ تا ۷ مه ۲۰۲۳ که کشورهای عربی با بازگشت سوریه به اتحادیه موافقت کردند، به حالت تعلیق درآمده بود.
وسعت اتحادیه عرب ۱۳٬۱۳۰٬۶۹۵ کیلومتر مربع است که هشتاد درصد آن یعنی ۱۰٬۵۰۴٬۵۵۶ کیلومتر مربع بیابان و بقیه آن حدود ۲٬۶۲۶٬۱۳۹ کیلومتر مربع نیمه بیابانی و نسبتاً خشک است.
سنگ بنای این سازمان به پیشنهاد آنتونی ایدن نخست‌وزیر انگلیس و بعد از جنگ دوم جهانی گذاشته شده است.

## هدف تشکیل اتحادیه عرب
علت وجودی چنین اتحادیه‌ای مانند اتحادیه کشورهای آمریکایی اشتراک در فرهنگ و مذهب بود؛ زیرا اعراب نه تنها از نظر زبانی بلکه از نظر مذهب، مسلمان هستند. پس از اخراج نیروهای فرانسوی از سوریه و تشکیل دولت یهودی اسرائیل عامل دیگری نیز بر لزوم همکاری کشورهای عربی افزوده شد.
این اتحادیه به دلیل اصرارهای عربستان سعودی در سال ۲۰۱۶ حزب‌الله لبنان را گروهی تروریستی اعلام کرد، وزیر خارجه عراق به این امر اعتراض کرد و افزود این تصمیم به نفع اسرائیل است.

## اجلاس سران

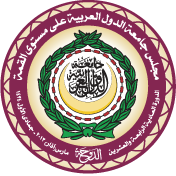
لوگوی اجلاس سران اتحادیه عرب در سال ۲۰۱۳

| ترتیب | تاریخ              | کشور میزبان   | شهر میزبان |
| ----- | ------------------ | ------------- | ---------- |
| ۱     | ۱۳–۱۷ ژانویه ۱۹۶۴  | مصر           | قاهره      |
| ۲     | ۵–۱۱ سپتامبر ۱۹۶۴  | مصر           | اسکندریه   |
| ۳     | ۱۳–۱۷ سپتامبر ۱۹۶۵ | مراکش         | کازابلانکا |
| ۴     | ۲۹ اوت ۱۹۶۷        | سودان         | خارطوم     |
| ۵     | ۲۱–۲۳ دسامبر ۱۹۶۹  | مراکش         | رباط       |
| ۶     | ۲۶–۲۸ نوامبر ۱۹۷۳  | الجزایر       | الجزیره    |
| ۷     | ۲۹ اکتبر ۱۹۷۴      | مراکش         | رباط       |
| ۸     | ۲۵–۲۶ اکتبر ۱۹۷۶   | مصر           | قاهره      |
| ۹     | ۲–۵ نوامبر ۱۹۷۸    | عراق          | بغداد      |
| ۱۰    | ۲۰–۲۲ نوامبر ۱۹۷۹  | تونس          | تونس       |
| ۱۱    | ۲۱–۲۲ نوامبر ۱۹۸۰  | اردن          | امان       |
| ۱۲    | ۶–۹ سپتامبر ۱۹۸۲   | مراکش         | فاس        |
| ۱۳    | ۱۹۸۵               | مراکش         | کازابلانکا |
| ۱۴    | ۱۹۸۷               | اردن          | امان       |
| ۱۵    | ژوئن ۱۹۸۸          | الجزایر       | الجزیره    |
| ۱۶    | ۱۹۸۹               | مراکش         | کازابلانکا |
| ۱۷    | ۱۹۹۰               | عراق          | بغداد      |
| ۱۸    | ۱۹۹۶               | مصر           | قاهره      |
| ۱۹    | ۲۷–۲۸ مارس ۲۰۰۱    | اردن          | امان       |
| ۲۰    | ۲۷–۲۸ مارس ۲۰۰۲    | لبنان         | بیروت      |
| ۲۱    | ۱ مارس ۲۰۰۳        | مصر           | شرم‌الشیخ   |
| ۲۲    | ۲۲–۲۳ مه ۲۰۰۴      | تونس          | تونس       |
| ۲۳    | ۲۲–۲۳ مارس ۲۰۰۵    | الجزایر       | الجزیره    |
| ۲۴    | ۲۸–۳۰ مارس ۲۰۰۶    | سودان         | خارطوم     |
| ۲۵    | ۲۷–۲۸ مارس ۲۰۰۷    | عربستان سعودی | ریاض       |
| ۲۶    | ۲۹–۳۰ مارس ۲۰۰۸    | سوریه         | دمشق       |
| ۲۷    | ۲۸–۳۰ مارس ۲۰۰۹    | قطر           | دوحه       |
| ۲۸    | ۲۷–۲۸ مارس ۲۰۱۰    | لیبی          | سرت        |
| ۲۹    | ۲۷–۲۹ مارس ۲۰۱۲    | عراق          | بغداد      |
| ۳۰    | ۲۱–۲۷ مارس ۲۰۱۳    | قطر           | دوحه       |
| ۳۱    | ۲۵–۲۶ مارس ۲۰۱۴    | کویت          | کویت       |
| ۳۲    | ۲۸–۲۹ مارس ۲۰۱۵    | مصر           | شرم‌الشیخ   |
| ۳۳    | ۲۰ ژوئیه ۲۰۱۶      | موریتانی      | نواکشوت    |
| ۳۴    | ۲۳–۲۹ مارس ۲۰۱۷    | اردن          | امان       |
| ۳۵    | ۱۵ آوریل ۲۰۱۸      | عربستان سعودی | ظهران      |
| ۳۶    | آوریل ۲۰۱۹         | تونس          | تونس       |

## سوادآموزی
| رتبه | کشور              | نرخ باسوادی |
| ---- | ----------------- | ----------- |
| ۱    | قطر               | ۹۷٫۳        |
| ۲    | فلسطین            | ۹۶٫۵        |
| ۳    | کویت              | ۹۶٫۳        |
| ۴    | بحرین             | ۹۵٫۷        |
| ۵    | اردن              | ۹۵٫۴        |
| ۶    | عربستان سعودی     | ۹۴٫۴        |
| ۷    | لبنان             | ۹۳٫۹        |
| ۸    | امارات متحده عربی | ۹۳٫۸        |
| ۹    | عمان              | ۹۱٫۱        |
| ۱۰   | لیبی              | ۹۱          |
| ۱۱   | سوریه             | ۸۶٫۴        |
| ۱۲   | عراق              | ۸۵٫۷        |
| ۱۳   | تونس              | ۸۱٫۸        |
| ۱۴   | کومور             | ۸۱٫۸        |
| ۱۵   | الجزایر           | ۸۰٫۲        |
| ۱۶   | سودان             | ۷۵٫۹        |
| ۱۷   | مصر               | ۷۳٫۸        |
| ۱۸   | یمن               | ۷۰٫۱        |
| ۱۹   | جیبوتی            | ۷۰٫۰        |
| ۲۰   | مراکش             | ۶۸٫۵        |
| ۲۱   | موریتانی          | ۵۲٫۱        |
| ۲۲   | سومالی            | ۴۴–۵۲       |

## جمعیت

### جمعیت کنونی
| رتبه  | کشور              | جمعیت       | تراکم در کیلومتر مربع           | تراکم در مایل مربع | توضیحات       |
| ----- | ----------------- | ----------- | ------------------------------- | ------------------ | ------------- |
| ۱     | مصر               | ۹۷٬۰۷۵٬۳۰۰  | [ ابزار تبدیل: invalid number ] | [ ۲۱ ]             |               |
| ۲     | الجزایر           | ۴۰٬۴۰۰٬۰۰۰  | ۱۶                              | ۴۱                 | [ ۲۲ ]        |
| ۳     | عراق              | ۳۷٬۲۰۲٬۵۷۲  | [ ابزار تبدیل: invalid number ] | [ ۲۳ ]             |               |
| ۴     | مراکش             | ۳۵٬۷۴۰٬۰۰۰  | ۷۱                              | ۱۸۴                | [ ۲۲ ]        |
| ۵     | سودان             | ۳۹٬۵۷۸٬۸۲۸  | ۱۶                              | ۴۱                 | [ ۲۴ ]        |
| ۶     | عربستان سعودی     | ۳۳٬۰۰۰٬۰۰۰  | ۱۲                              | ۳۱                 | [ ۲۲ ]        |
| ۷     | یمن               | ۲۷٬۵۸۴٬۲۱۳  | ۴۵                              | ۱۱۷                | [ ۲۲ ]        |
| ۸     | سوریه*            | ۲۱٬۹۰۶٬۰۰۰  | ۱۱۸                             | ۳۰۶                | [ ۲۲ ]        |
| ۹     | تونس              | ۱۱٬۳۰۴٬۴۸۲  | ۶۵                              | ۱۶۸                | [ ۲۵ ]        |
| ۱۰    | سومالی            | ۱۴٬۳۱۷٬۹۹۶  | ۱۸                              | ۴۷                 | [ ۲۲ ]        |
| ۱۱    | اردن              | ۱۰٬۱۵۹٬۹۶۷  | ۷۱                              | ۱۸۴                | [ ۲۲ ]        |
| ۱۲    | امارات متحده عربی | ۹٬۲۶۹٬۶۱۲   | ۹۹                              | ۲۵۶                | [ ۲۶ ]        |
| ۱۳    | لیبی              | ۶٬۲۹۳٬۲۵۳   | ۳٫۸                             | ۹٫۸                | [ ۲۲ ] [ ۲۷ ] |
| ۱۴    | لبنان             | ۶٬۰۰۶٬۶۶۸   | ۴۰۴                             | ۱٬۰۴۶              | [ ۲۲ ]        |
| ۱۵    | فلسطین            | ۴٬۵۵۰٬۳۶۸   | ۷۵۶                             | ۱٬۹۵۸              | [ ۲۸ ]        |
| ۱۶    | عمان              | ۴٬۴۲۴٬۷۶۲   | ۹٫۲                             | ۲۴                 | [ ۲۲ ]        |
| ۱۷    | موریتانی          | ۴٬۳۰۱٬۰۱۸   | ۳٫۲                             | ۸٫۳                | [ ۲۲ ]        |
| ۱۸    | کویت              | ۴٬۰۵۲٬۵۸۴   | ۲۰۰                             | ۵۱۸                | [ ۲۲ ]        |
| ۱۹    | قطر               | ۲٬۶۴۱٬۶۶۹   | ۱۵۴                             | ۳۹۹                | [ ۲۲ ]        |
| ۲۰    | بحرین             | ۱٬۴۲۵٬۱۷۱   | ۱٬۶۴۶                           | ۴٬۲۶۳              | [ ۲۹ ]        |
| ۲۱    | جیبوتی            | ۹۴۲٬۳۳۳     | ۳۷                              | ۹۶                 | [ ۲۲ ]        |
| ۲۲    | کومور             | ۷۹۵٬۶۰۱     | ۳۰۹                             | ۸۰۰                | [ ۲۲ ]        |
| مجموع | اتحادیه عرب       | ۴۱۲٬۹۷۲٬۳۹۷ | ۳۰٫۴                            | ۷۸٫۷               |               |

- آمار سوریه مربوط به قبل از آغاز جنگ داخلی این کشور است.

### جمعیت گذشته و آینده
| رتبه  | کشور                    | ۱۹۵۰       | ۲۰۰۰        | ۲۰۵۰        | ۲۱۰۰        |
| ----- | ----------------------- | ---------- | ----------- | ----------- | ----------- |
| ۱     | مصر                     | ۲۱٬۱۹۸٬۰۰۰ | ۶۵٬۱۵۹٬۰۰۰  | ۱۳۷٬۸۷۳٬۰۰۰ | ۲۰۰٬۸۰۲٬۰۰۰ |
| ۲     | الجزایر                 | ۸٬۸۹۳٬۰۰۰  | ۳۰٬۶۳۹٬۰۰۰  | ۵۵٬۴۴۵٬۰۰۰  | ۶۱٬۰۶۰٬۰۰۰  |
| ۳     | سودان                   | ۶٬۴۶۸٬۰۰۰  | ۲۷٬۰۶۸٬۰۰۰  | ۵۹٬۱۳۰٬۰۰۰  | ۱۲۷٬۳۲۸٬۰۰۰ |
| ۴     | عراق                    | ۵٬۱۶۴٬۰۰۰  | ۲۳٬۱۲۹٬۰۰۰  | ۷۶٬۵۲۰٬۰۰۰  | ۱۶۳٬۹۰۵٬۰۰۰ |
| ۵     | مراکش                   | ۹٬۳۴۴٬۰۰۰  | ۲۸٬۱۱۴٬۰۰۰  | ۴۲٬۰۲۷٬۰۰۰  | ۴۰٬۸۸۸٬۰۰۰  |
| ۶     | عربستان سعودی           | ۳٬۸۶۰٬۰۰۰  | ۲۱٬۳۱۲٬۰۰۰  | ۴۶٬۸۱۷٬۰۰۰  | ۴۷٬۵۸۶٬۰۰۰  |
| ۷     | یمن                     | ۴٬۷۷۸٬۰۰۰  | ۱۷٬۲۳۶٬۰۰۰  | ۴۶٬۰۸۱٬۰۰۰  | ۵۲٬۲۴۴٬۰۰۰  |
| ۸     | سوریه                   | ۳٬۴۹۶٬۰۰۰  | ۱۶٬۵۱۵٬۰۰۰  | ۳۱٬۲۲۶٬۰۰۰  | ۳۸٬۰۹۸٬۰۰۰  |
| ۹     | سومالی                  | ۲٬۴۳۸٬۰۰۰  | ۷٬۵۰۱٬۰۰۰   | ۲۲٬۶۲۷٬۰۰۰  | ۵۸٬۳۱۱٬۰۰۰  |
| ۱۰    | تونس                    | ۳٬۵۱۸٬۰۰۰  | ۹٬۵۰۸٬۰۰۰   | ۱۲٬۱۸۱٬۰۰۰  | ۱۲٬۴۹۴٬۰۰۰  |
| ۱۱    | امارات متحده عربی       | ۷۲٬۰۰۰     | ۲٬۴۵۸٬۰۰۰   | ۸٬۰۱۹٬۰۰۰   | ۱۳٬۳۸۹٬۰۰۰  |
| ۱۲    | اردن                    | ۵۶۲٬۰۰۰    | ۴٬۷۸۶٬۰۰۰   | ۱۱٬۴۱۲٬۰۰۰  | ۱۴٬۱۴۷٬۰۰۰  |
| ۱۳    | لیبی                    | ۹۶۲٬۰۰۰    | ۵٬۰۲۵٬۰۰۰   | ۸٬۹۷۱٬۰۰۰   | ۸٬۱۴۴٬۰۰۰   |
| ۱۴    | تشکیلات خودگردان فلسطین | ۱٬۰۱۸٬۰۰۰  | ۳٬۱۱۱٬۰۰۰   | ۷٬۷۷۰٬۰۰۰   | ۱۵٬۵۱۶٬۰۰۰  |
| ۱۵    | لبنان                   | ۱٬۳۶۵٬۰۰۰  | ۳٬۸۳۵٬۰۰۰   | ۵٬۶۲۲٬۰۰۰   | ۴٬۷۴۱٬۰۰۰   |
| ۱۶    | عمان                    | ۴۸۹٬۰۰۰    | ۲٬۴۳۳٬۰۰۰   | ۵٬۴۰۲٬۰۰۰   | ۵٬۷۵۱٬۰۰۰   |
| ۱۷    | کویت                    | ۱۴۵٬۰۰۰    | ۱٬۹۷۳٬۰۰۰   | ۳٬۸۶۴٬۰۰۰   | ۶٬۴۸۴٬۰۰۰   |
| ۱۸    | موریتانی                | ۱٬۰۰۶٬۰۰۰  | ۲٬۵۰۱٬۰۰۰   | ۶٬۵۳۷٬۰۰۰   | ۱۳٬۰۵۹٬۰۰۰  |
| ۱۹    | قطر                     | ۲۶٬۰۰۰     | ۶۴۰٬۰۰۰     | ۲٬۵۵۹٬۰۰۰   | ۳٬۱۷۰٬۰۰۰   |
| ۲۰    | بحرین                   | ۱۱۵٬۰۰۰    | ۶۵۵٬۰۰۰     | ۱٬۸۴۸٬۰۰۰   | ۱٬۶۰۲٬۰۰۰   |
| ۲۱    | جیبوتی                  | ۸۰٬۰۰۰     | ۶۷۰٬۰۰۰     | ۱٬۳۹۶٬۰۰۰   | ۱٬۱۲۶٬۰۰۰   |
| ۲۲    | کومور                   | ۱۴۹٬۰۰۰    | ۵۴۶٬۰۰۰     | ۱٬۱۷۰٬۰۰۰   | ۲٬۳۰۷٬۰۰۰   |
| مجموع | مجموع                   | ۷۵٬۱۴۶٬۰۰۰ | ۲۷۴٬۸۱۴٬۰۰۰ | ۵۹۴٬۴۹۷٬۰۰۰ | ۸۹۲٬۱۵۲٬۰۰۰ |

## زبان‌های رایج
از ۲۲ کشور عربی، ۸ کشور بیش از یک زبان رسمی (علاوه بر عربی) دارند و ۱۹ کشور هم علاوه بر زبان‌های رسمی، زبان‌های مهم و پرگویش دیگری هم دارند.
| ردیف   | نام کشور | زبان رسمی دیگر            | سایر زبان‌های مهم رایج                                                                                    |
| آفریقا | آفریقا   | آفریقا                    | آفریقا                                                                                                   |
| ------ | -------- | ------------------------- | --- |
| ۱      | الجزایر  | زبان بربری (زبان آمازیغی) | زبان فرانسوی در تجارت و آموزش                                                                            |
| ۲      | مراکش    | زبان بربری (زبان آمازیغی) | زبان فرانسوی در اسناد دولتی                                                                              |
| ۳      | لیبی     | -                         | زبان بربری (زبان آمازیغی)                                                                                |
| ۴      | تونس     | -                         | زبان بربری (زبان آمازیغی) زبان فرانسوی در تجارت و آموزش                                                  |
| ۵      | مصر      | -                         | زبان قبطی (زبان مذهبی مسیحیان) زبان دومری زبان نوبی (زبان قدیم مردم حبشه)                                |
| ۶      | سومالی   | زبان سومالیایی            | - |
| ۷      | جیبوتی   | زبان فرانسوی              | زبان سومالیایی و زبان عفار به عنوان زبان‌های ملی                                                          |
| ۸      | سودان    | زبان انگلیسی              | زبان نوبی (زبان قدیم مردم حبشه) زبان فور در دارفور زبان دومری توسط کولی‌ها زبان قبطی (زبان مذهبی مسیحیان) |
| ۹      | موریتانی | -                         | زبان پولار زبان سونینکه و زبان ولوف به عنوان زبان‌های ملی زبان فرانسوی                                    |
| ۱۰     | کومور    | زبان فرانسوی زبان قمری    | - |
| آسیا   |          |                           | |
| ۱۱     | عراق     | زبان کردی                 | زبان ترکی زبان آشوری زبان فارسی زبان ارمنی                                                               |
| ۱۲     | عربستان  | -                         | زبان اردو (کارگران پاکستانی) زبان روهینگیا (کارگران بنگلادشی) زبان تاگالوگ (کارگران فیلیپینی)            |
| ۱۳     | یمن      | -                         | زبان مهری زبان سوکوتری زبان انگلیسی                                                                      |
| ۱۴     | عمان     | -                         | زبان بلوچی زبان هندی زبان اردو زبان کمزاری زبان شهری (زبان جبالی)                                        |
| ۱۵     | امارات   | زبان انگلیسی              | زبان اردو زبان هندی و زبان فارسی به عنوان زبان‌های ملی                                                    |
| ۱۶     | قطر      | -                         | زبان انگلیسی (زبان تأیید شده) زبان اردو زبان هندی                                                        |
| ۱۷     | بحرین    | -                         | زبان اردو زبان فارسی                                                                                     |
| ۱۸     | کویت     | -                         | زبان انگلیسی (در تجارت) زبان فارسی (عجم‌های کویت) زبان اردو                                               |
| ۱۹     | سوریه    | -                         | زبان کردی زبان ارمنی زبان ترکی زبان آشوری                                                                |
| ۲۰     | اردن     | -                         | زبان ارمنی زبان چرکسی                                                                                    |
| ۲۱     | لبنان    | -                         | زبان ارمنی زبان فرانسوی                                                                                  |
| ۲۲     | فلسطین   | -                         | - |
| کل     | ۲۲       | ۸ کشور                    | ۱۹ کشور                                                                                                  |

## کشورهای عضو
| کشورهای عضو       |               |
| مصر               | بحرین         |
| امارات متحده عربی | اردن          |
| مراکش             | کومور         |
| سومالی            | فلسطین        |
| سودان             | جیبوتی        |
| لبنان             | سوریه         |
| تونس              | الجزایر       |
| قطر               | عمان          |
| کویت              | عربستان سعودی |
| موریتانی          | یمن           |
| عراق              | لیبی          |

همچنین ۵ کشور به عنوان ناظر غیرعضو در جلسات حضور داشته ولی حق رای ندارند که شامل ارمنستان، هند، برزیل، اریتره و ونزوئلا هستند.
در ۲۶ مارس ۱۹۷۹، مصر به دلیل پیمان صلح اسرائیل و مصر از اتحادیه عرب تعلیق و در ۲۳ مه ۱۹۸۹ مجدداً پذیرفته شد.
لیبی در ۲۲ فوریه ۲۰۱۱ پس از شروع جنگ داخلی لیبی به حالت تعلیق درآمد. شورای ملی انتقالی دولت موقت لیبی که تا حدی به رسمیت شناخته شده است، نماینده‌ای را برای حضور در نشست اتحادیه عرب در ۱۷ اوت برای شرکت در بحث دربارهٔ پذیرش مجدد لیبی به این سازمان فرستاد.
سوریه نیز در ۱۶ نوامبر ۲۰۱۱ تعلیق شد و در ۶ مارس ۲۰۱۳، اتحادیه عرب، کرسی سوریه در اتحادیه عرب را به ائتلاف ملی سوریه داد. در ۹ مارس ۲۰۱۴، دبیرکل، نبیل العربی گفت که کرسی سوریه تا زمانی که مخالفان دولت، تشکیل نهادهای خود را تکمیل نکنند، خالی خواهد ماند.
در سال ۲۰۲۱، اتحادیه عرب روند عادی‌سازی روابط را بین سوریه و سایر کشورهای عربی آغاز کرد. پس از زمین‌لرزه ۲۰۲۳ ترکیه–سوریه، عربستان سعودی، مصر، اردن، امارات متحده عربی، تونس و همچنین عمان و بحرین به دنبال روابط بهتر با سوریه بودند. در جهان عرب اتفاق نظر وجود دارد که انزوای دولت سوریه برای صلح و رفاه در منطقه مفید نیست.
نهایتاً در ۷ مه ۲۰۲۳، در نشست شورای اتحادیه عرب متشکل از وزرای خارجه در قاهره، با بازگرداندن عضویت سوریه موافقت شد. پیش از این، کویت و قطر با حضور بشار اسد در نشست اتحادیه عرب مخالفت کرده بودند. تلاش برای عادی‌سازی منطقه‌ای، آمریکا و متحدان اروپایی‌اش را غافلگیر کرد زیرا آنها با ابتکار سیاسی اعراب، به رهبری اردن در حل بحران، مخالف بودند.
| بحرین                | ۲۲ | ۷۵۸        | ۲۹۳       | ۰٫۰۰۵٪ |   | ۱٬۴۲۵٬۱۷۱   | ۱۵۵ | ۱  | ۱٬۶۴۶ | ۴٬۲۶۳ |
| کومور                | ۲۱ | ۲٬۲۳۵      | ۸۶۳       | ۰٫۰۱٪  |   | ۷۹۵٬۶۰۱     | ۱۶۳ | ۴  | ۳۰۹   | ۸۰۰   |
| جیبوتی               | ۱۶ | ۲۳٬۲۰۰     | ۹٬۰۰۰     | ۰٫۱٪   |   | ۹۴۲٬۳۳۳     | ۱۵۹ | ۱۵ | ۳۷    | ۹۶    |
| عراق                 | ۱۰ | ۴۳۵٬۲۴۴    | ۱۶۸٬۰۴۹   | ۳٫۳٪   |   | ۳۷٬۲۰۲٬۵۷۲  | ۴۰  | ۱۲ | ۷۰    | ۱۸۱   |
| اردن                 | ۱۴ | ۸۹٬۳۴۲     | ۳۴٬۴۹۵    | ۰٫۷٪   |   | ۹٬۴۵۵٬۸۰۲   | ۱۰۶ | ۱۱ | ۷۱    | ۱۸۴   |
| کویت                 | ۱۷ | ۱۷٬۸۱۸     | ۶٬۸۸۰     | ۰٫۱٪   |   | ۴٬۰۵۲٬۵۸۴   | ۱۳۴ | ۵  | ۲۰۰   | ۵۱۸   |
| لبنان                | ۱۹ | ۱۰٬۴۵۲     | ۴٬۰۳۶     | ۰٫۰۸٪  |   | ۶٬۰۰۶٬۶۶۸   | ۱۲۵ | ۳  | ۴۰۴   | ۱٬۰۴۶ |
| لیبی                 | ۴  | ۱٬۷۵۹٬۵۴۰  | ۶۷۹٬۳۶۰   | ۱۱٫۴٪  |   | ۶٬۲۹۳٬۲۵۳   | ۱۰۳ | ۲۱ | ۳٫۶   | ۹٫۳   |
| موریتانی             | ۵  | ۱٬۰۲۵٬۵۲۰  | ۳۹۵٬۹۶۰   | ۷٫۸٪   |   | ۴٬۳۰۱٬۰۱۸   | ۱۳۸ | ۲۲ | ۳٫۲   | ۸٫۳   |
| عمان                 | ۱۱ | ۳۰۹٬۵۰۰    | ۱۱۹٬۵۰۰   | ۲٫۴٪   |   | ۴٬۴۲۴٬۷۶۲   | ۱۳۹ | ۲۰ | ۹٫۲   | ۲۴    |
| فلسطین               | ۲۰ | ۲۷٬۰۰۰     | ۱۰٬۰۰۰    | ۰٫۰۵٪  |   | ۴٬۷۹۰٬۷۰۵   | ۱۲۶ | ۲  | ۶۸۷   | ۱٬۷۷۹ |
| قطر                  | ۱۸ | ۱۱٬۵۸۶     | ۴٬۴۷۳     | ۰٫۰۸٪  |   | ۲٬۵۶۹٬۸۰۴   | ۱۴۹ | ۶  | ۱۵۴   | ۳۹۹   |
| عربستان سعودی        | ۲  | ۲٬۱۴۹٬۶۹۰  | ۸۳۰٬۰۰۰   | ۱۶٫۴٪  |   | ۳۲٬۲۷۵٬۶۸۷  | ۴۵  | ۱۹ | ۱۳    | ۳۴    |
| سومالی               | ۷  | ۶۳۷٬۶۵۷    | ۲۴۶٬۲۰۱   | ۵٫۰٪   |   | ۱۴٬۳۱۷٬۹۹۶  | ۸۰  | ۱۸ | ۱۴    | ۳۶    |
| سودان                | ۳  | ۱٬۸۶۱٬۴۸۴  | ۷۱۸٬۷۲۳   | ۱۴٫۲٪  |   | ۳۹٬۵۷۸٬۸۲۸  | ۳۹  | ۱۶ | ۱۶    | ۴۱    |
| سوریه                | ۱۲ | ۱۸۵٬۱۸۰    | ۷۱٬۵۰۰    | ۱٫۴٪   |   | ۱۸٬۴۳۰٬۴۵۳  | ۵۵  | ۷  | ۱۱۸   | ۳۰۶   |
| تونس                 | ۱۳ | ۱۶۳٬۶۱۰    | ۶۳٬۱۷۰    | ۱٫۲٪   |   | ۱۱٬۴۰۳٬۲۴۸  | ۷۷  | ۱۳ | ۶۵    | ۱۶۸   |
| امارات متحده عربی    | ۱۵ | ۸۳٬۶۰۰     | ۳۲٬۳۰۰    | ۰٫۶٪   |   | ۹٬۲۶۹٬۶۱۲   | ۹۳  | ۸  | ۹۹    | ۲۵۶   |
| یمن                  | ۸  | ۵۲۷٬۹۶۸    | ۲۰۳٬۸۵۰   | ۴٫۰٪   |   | ۲۷٬۵۸۴٬۲۱۳  | ۴۹  | ۱۴ | ۴۵    | ۱۱۷   |
| اتحادیه عرب در مجموع | #  | ۱۳٬۱۳۰٬۶۹۵ | ۵٬۰۶۹٬۷۹۰ | #      | # | ۲۳۵٬۱۲۰٬۳۱۰ |     |    |       |       |